# Macrodactylus excellens
Macrodactylus excellens är en skalbaggsart som beskrevs av Kirsch 1865. Macrodactylus excellens ingår i släktet Macrodactylus och familjen Melolonthidae. Inga underarter finns listade i Catalogue of Life.